# Раджа-йога
Ра́джа-йо́га («царская йога» или «царственная йога»), также известна как классическая йога — это школа медитации в индуизме. Название возникло в четырнадцатом веке, хотя концепция раджа-йоги описывается в труде "Йога-сутры Патанджали". 
Основная цель раджа-йоги — контроль ума посредством медитации (санскр. - дхьяна), осознание разницы между реальностью и иллюзией и достижение освобождения (санскр. - мокша). Так как практика раджа-йоги делится на восемь этапов, её также называют «аштанга-йогой» (санскр. «восьмиступенчатой йогой»).

## Термин
Термин «раджа-йога» является ретронимом, введённым в употребление в XIV веке в «Хатха-йога-прадипике» для установления отличия школы основанной на «Йога-сутрах» от нового (на то время) течения в хатха-йоге.
В XX веке термин также начал использоваться в 1938 году организацией «Брахма Кумарис» для обозначения практикуемой ими медитационной практики. Раджа-йога «Брахма Кумарис», однако, представляет собой крайне упрощённый вариант классической раджа-йоги Патанджали.

## Определение
Раджа-йога так называется потому, что она прежде всего направлена на работу с умом. Ум (санскр. - манас) традиционно считается «царём» психо-физической структуры индивида, который, сознательно или нет, следует его (ума) приказам. Из-за природы взаимоотношений между телом и умом, тело должно быть сначала поставлено под контроль посредством самодисциплины и очищено различными способами (см. хатха-йога). Перед началом практики более возвышенных аспектов йоги, необходимо достичь более высокого уровня общего физического и психологического здоровья. Разного рода дурные привычки не дают возможности достичь духовной уравновешенности. Через практики воздержания (санскр. - яма), такие как умеренность в половой жизни, отказ от алкоголя и наркотиков и постоянное внимание ко всем своим действиям на уровне тела, речи и ума, человек становится способным заниматься медитацией. Подобная аскеза или самодисциплина является другим значением слова «йога».
Свами Сатчитананда (1914 - 2002) говорит по этому поводу:
«Каждая мысль, чувство или воспоминание приводит в движение ум, меняет его, окрашивая зеркало ума в разные цвета. Если вы сможете удержать ум от изменений — он станет спокойным и неподвижным и вы сможете войти в контакт с вашим истинным „Я“».
В самом начале «Йога-сутр» Патанджали утверждается «йогаш читта-вритти-ниродхах» (1.2): «Йога есть обуздание волнений, присущих уму» (санскр., есть и другие переводы, близкие по смыслу). Затем там детально описываются методы, с помощью которых ум в конце концов можно привести к спонтанному состоянию, называемому «нирбиджа» (санскр. - «отсутствие семян (аффектов)»), в котором у него уже не будет существовать мысленных объектов сосредоточения.
Практики, которые обеспечивают для индивида возможность достичь этого состояния, можно отнести к раджа-йоге. Таким образом, раджа-йога включает в себя и остальные виды йоги, но одновременно и отстоит в стороне от них, побуждая ум избегать сосредоточения на различных практиках, которые могут привести к созданию иллюзорных мысленных объектов. В этом контексте раджа-йогу её название "раджа-йога" (санскр. -  «царская йога»)  объясняется так что   все йогические процессы рассматриваются как потенциальные инструменты для достижения этой стадии нирбиджа, которая выступает как пункт отправления на пути очищения от кармы и достижения мокши («освобождения», санскр.) или нирваны. Исторически, школы йоги, называющие себя «раджа», предлагают своим ученикам сочетание йогической практики с философским мировоззрением подобного рода.

## Практика
Раджа-йога нацелена на установление контроля над умом. У практикующего раджа-йогу садхана начинается с обучения управлять умом, хотя определённые минимальные практики асан (преимущественно для медитаций)  и пранаямы также имеют место, являясь частью подготовительного процесса к медитации и сосредоточению. В практике раджа-йоги существуют восемь ступеней или уровней, из-за чего её также называют аштанга-йогой (от санскритского ашта — восемь):
1. Яма (санскр. yama) — этические нормы и самоконтроль, регулирующие поведение по отношению к другим.
2. Нияма (санскр. niyama) — внутренняя дисциплина духовной практики.
3. Асана (санскр. āsana) — устойчивая и удобная поза, подготавливающая тело к медитации.
4. Пранаяма (санскр. prāṇāyāma) — управление дыханием и жизненной энергией (*праны*).
5. Пратьяхара (санскр. pratyāhāra) — отстранение органов чувств от внешних объектов.
6. Дхарана (санскр. dhāraṇā) — сосредоточение ума на одном объекте.
7. Дхьяна (санскр. dhyāna) — непрерывная медитация и глубокое размышление.
8. Самадхи (санскр. samādhi) — состояние полного единения и сверхсознательного покоя.

Иногда эти восемь уровней разделяют на четыре низшие и четыре высшие. При этом, низшие уровни ассоциируются с хатха-йогой, а высшие — принадлежат к раджа-йоге. Одновременная практика трёх высших ступеней называется самьяма.

### Яма
Яма состоит из пяти элементов: ахимса (ненасилие), сатья (правдивость), астея (воздержание от воровства), брахмачарья (самодисциплина, контроль над желаниями), и апариграха (отсутствие алчности).

### Нияма
Нияма заключается в следовании пяти правилам: шауча (внутренняя и внешняя чистота), сантоша (удовлетворённость), тапас (аскеза), свадхьяя (изучение священных писаний и повторение мантр), и ишварапранидхана (предание себя Богу и поклонение Ему).
Те, кто практикуют медитацию, не следуя безукоризненно моральным принципам, без практики ямы-ниямы не смогут получить плоды своей медитации. Вначале необходимо очистить ум через практику ямы-ниямы, и только потом заниматься обыкновенной медитацией, в конце концов достигая совершенства.

### Асана
Асаной называется любая устойчивая, неподвижная поза. Асаны укрепляют тело. Эта ступень йоги характеризуется снятием напряжённости и медитацией.

### Пранаяма
Дыхательные упражнения для контроля энергий. Прана означает «жизненная сила», а «яма» — контролировать, управлять.

### Пратьяхара
Техника отвлечения чувств от объектов, на которые они направлены. Пратьяхара даёт внутреннюю духовную силу. Она позволяет достичь умственного сосредоточения и увеличивает силу воли.

### Дхарана
Концентрация. Настоящая йога начинается со сосредоточенности, которая переходит в медитацию. Конечный результат медитации — самадхи. Умственному сосредоточению способствуют удержание дыхания, брахмачарья, саттвическая еда, уединение, молчание, сатсанга (нахождение в обществе гуру) и ограничение общения с людьми. В особенности рекомендуется концентрация на трикути (пространстве между бровями, которое также называют третьим глазом). Таким образом можно достичь контроля над умом, так как трикути считается точным местоположением ума.

### Дхьяна
Дхьяна это медитация. Основными препятствиями в медитации являются сон, блуждания ума, привязанность к объектам чувственного удовлетворения, тонкие материальные желания и стремления, лень, секс и алчность. Для достижения прогресса в йоге необходимо свести до минимума удовлетворение телесных нужд и научиться управлять страстями. Вайрагья помогает успокоить ум. Необходимо избегать борьбы с умом во время медитации, так же как и усиленных попыток сосредоточить ум. Когда приходят нежелательные мысли, советуется не сопротивляться им и не пытаться побороть их с помощью силы воли, так как это вовлекает ум в нежелательную деятельность и приводит к потере энергии. Чем больше мы прилагаем усилий чтобы побороть материальные мысли, тем сильнее и сильнее они становятся, атакуя вновь и вновь. Поэтому рекомендуется просто оставаться безразличным свидетелем и пытаться заменить материальные мысли духовными, таким образом вовлекая ум в положительную деятельность. Важную роль в практике медитации также играет регулярность.
Так как ум находится под влиянием трёх качеств материальной природы — саттвы, раджаса и тамаса, он обычно находится на одной из пяти различных стадий:
- Кшипта (блуждание)
- Викшипта (собранность)
- Мудха (невежество)
- Экагра (целенаправленность)
- Ниродха (противоположность)

Контролируя свой ум, садху постепенно обретает различные сиддхи и в конце концов достигает асампрагьята-самадхи или кайвальи. Сиддхи, однако, рассматриваются как нежелательные, так как они выступают как огромный соблазн на пути практикующего раджа-йогу и могут привести к падению. Раджа-йоги практикует самьяму — одновременную практику дхараны, дхьяны и самадхи.
Ум управляется посредством абхьясы (практики) и вайрагьи (отречения). Любая практика, которая уравновешивает ум и делает его целенаправленным, называется абхьясой.

### Самадхи
Конечная реализация йогина, которую можно интерпретировать как просветление. Препятствия и блуждания ума устраняются, йогин становится независим от внешнего мира и растворяется в безличностном абсолюте (Брахман).
Пять немощей, которые необходимо преодолеть для того, чтобы достичь самадхи, это:
- Авидья (невежество)
- Асмита (эгоизм)
- Рага (симпатии)
- Двеша (антипатии)
- Абхинивеша (привязанность к материальной жизни)

Самадхи бывает двух типов:
1. Савикалпа, сампрагьята или сабиджа
2. Нирвикалпа, асампрагьята или нирбиджа.

В савикалпе существует трипути — триада познающего, познаваемого и знания. На этой стадии все оставшиеся самскары полностью исчезают. В нирвикалпа самадхи подобной триады не существует. Савитарка, нирвитарка, савичара, нирвичара, сасмита и сананда — это различные формы савикалпа самадхи.
Самадхи, которого достигает бхакта, называется бхава-самадхи, джнани обретает баддха-самадхи, а раджа-йоги — ниродха-самадхи.